# Matt en Ross Duffer
Matt en Ross Duffer (Durham, 15 februari 1984), ook bekend als The Duffer Brothers, zijn een Amerikaans duo van film- en televisiemakers. De tweelingbroers zijn vooral bekend als de bedenkers van de Netflix-serie Stranger Things.

## Biografie
De tweelingbroers Matt en Ross Duffer groeiden op in Durham (North Carolina). Hun moeder was een vastgoedmakelaarster en hun vader werkte als onderzoeker voor de overheid. Ze volgden een filmopleiding aan Chapman University in Orange (Californië).
Ross Duffer is sinds december 2015 getrouwd met regisseuse Leigh Janiak.

## Carrière
Na hun studies werkten de broers samen aan enkele korte films. In 2015 schreven en regisseerden ze hun debuutfilm Hidden, een horrorthriller die geïnspireerd werd door het werk van M. Night Shyamalan. Vervolgens schreven ze in dienst van Shyamalan vier afleveringen van de sciencefictionserie Wayward Pines.
Nadien bedacht het duo Stranger Things. De sciencefiction-horrorserie, die zich afspeelt in de jaren tachtig en de bovennatuurlijke avonturen van een groep kinderen volgt, werd geïnspireerd door de thriller Prisoners (2013) en het werk van onder meer filmregisseur Steven Spielberg en horrorauteur Stephen King. Het project werd in 2015 opgepikt door filmmaker Shawn Levy en ging een jaar later in première op Netflix. De serie wordt sindsdien beschouwd als een van de populairste producties van de streamingdienst.

## Filmografie

### Film
- Hidden (2015)

### Televisie
- Wayward Pines (2015) (4 afleveringen)
- Stranger Things (2016–) (bedenkers)